# Hengstin
Hengstin ist ein Lied der deutschen Rockband Jennifer Rostock. Es wurde im Rahmen der Albumveröffentlichung von Genau in diesem Ton am 9. September 2016 veröffentlicht.

## Musikalisches & Inhalt
Hengstin wurde von Jennifer Weist, Jennifer Bender, Joe Walter, Alex Knolle und Riffsn geschrieben und von Jennifer Rostock und Jay Maas produziert. Im Gegensatz zu den sonst eher zur Rockmusik einzuordnenden Liedern von Jennifer Rostock, wird Hengstin als Hip-Hop und Trap sowie Teile des Liedes als Pop und EDM bezeichnet. Der Beat wurde mit einem Roland TR-808 entworfen.
Der Liedtext zu Hengstin ist in Strophen und Refrain unterteilt. Während erstere komplett in Rapform dargeboten werden, ist der Refrain in Gesang und Rap unterteilt. Inhaltlich wird der Song als ein feministisches Plädoyer bezeichnet. Mit diesem will sich die Band für die Rechte der Frauen einsetzen. In einer Mitteilung bei Facebook erklärte die Frontfrau Jennifer Weist, die Botschaft hinter dem Song sei, dass Frauen „nach wie vor weniger Karrierechancen haben, in gleichen Jobs weniger als Männer verdienen und mit krasseren Vorurteilen zu kämpfen haben“. Entsprechend wichtig sei es, „selbstbewusst und eigenständig zu sein, keinem Hengst hinterher zu rennen, sondern selber Hengstin zu sein“.
Reiß dich vom Riemen, es ist nie zu spät

Denn ein Weg entsteht erst, wenn man ihn geht

Ich bin kein Herdentier, nur weil ich kein Hengst bin,

ich bin ’ne, ich bin ’ne Hengstin
Refrain, Originalauszug

## Musikvideo
Das Musikvideo zu Hengstin wurde von Justin Izumi produziert und am 28. Oktober 2016 veröffentlicht. Das Video zeigt verschiedene Einstellung von Weist: den ersten Part rappt sie alleine in einem Raum, weitere Einstellungen zeigen sie mit verschiedenen Tänzern. Eine andere Einstellung zeigt Weist komplett nackt sitzend in einer Halle, wobei ihre Intimzone nur von ihren Armen verdeckt wird. Zwischendurch sind im Video Filmaufnahmen von anderen Frauen zu sehen, die ebenfalls im Video mitspielen, so unter anderem von Britta Steffen, Melbeatz, Vanessa Low und Visa Vie. Bei YouTube hat das Video über 9,9 Millionen Aufrufe (Stand: Mai 2024).

## Reaktionen
Besonders die im Musikvideo enthaltenen Nacktszenen Weists in Verbindung mit dem feministischen Text des Liedes sorgten für mediale Berichterstattung. Das Juice-Magazin vergleicht die Raps von Weist mit Iggy Azalea und SXTN und bewertet Hengstin positiv: „Auch fern des eigenen Musik-Milieus erzwingt die charismatische Bandleaderin mit viel Swagger und noch mehr nackter Haut die Aufmerksamkeit des Hörers und ballert die Message tief in den Gehörgang“. 3sat bewertete die Nacktszenen im Video im Hinblick auf die Aussage des Liedes kritisch und fragt: „Kann man tatsächlich splitternackt ein Zeichen gegen Sexismus setzen?“ Paula Irmschler von Laut.de bewertete Hengstin im Rahmen der Albumrezension zu Genau in diesem Ton positiv und schrieb: „Im Radiopop sucht man nach solchen guten Statements noch mit der Lupe, weil niemand die schlechte Party versauen will.“ Michael Rubach von Plattentests.de kritisierte den Beat des Songs, der seiner Meinung nach „wie von der Resterampe der Orsons klingt“, sowie den Inhalt. Bei YouTube kam es zu zahlreichen kritischen Kommentaren und teilweise Beleidigungen.
Als Reaktion auf Hengstin veröffentlichte der Rapper Bass Sultan Hengzt das auf demselben Beat basierende Lied Stute.